# Кентен, Дидье
Дидье Кентен (фр. Didier Quentin; род. 23 декабря 1946, Руайан, Приморская Шаранта) — французский политический и государственный деятель, депутат Национального собрания (1997—2022), мэр Руайана (2008—2017).

## Биография
Родился 23 декабря 1946 года в Руайане, департамент Приморская Шаранта, Франция.
Окончил Институт политических исследований в Париже, а затем стал учиться в Национальной школе администрации, которую окончил в 1974 году.
После окончания обучения Кентен начал дипломатическую карьеру. Спустя некоторое время он был назначен пресс-секретарём министерства иностранных дел, а также работал в постоянном представительстве Франции при ООН. Позднее он занял пост генерального консула Франции в Хьюстоне (США).
На парламентских выборах 1997 года Кентен был впервые избран депутатом Национального собрания Франции от 5-го избирательного округа Приморской Шаранты, сменив на этом посту Жана де Липковски. Ему удалось несколько раз переизбираться на пост депутата, однако, на парламентских выборах 2022 года Кентен выбыл из гонки в первом туре. Во втором туре голосования он поддержал кандидатуру Кристофа Плассара.